# San Giorgio di Piano
San Giorgio di Piano is een gemeente in de Italiaanse metropolitane stad Bologna (regio Emilia-Romagna) en telt 6681 inwoners (31-12-2004). De oppervlakte bedraagt 30,5 km², de bevolkingsdichtheid is 197 inwoners per km².
De volgende frazioni maken deel uit van de gemeente: Cinquanta, Gherghenzano, Stiatico.

## Demografie
San Giorgio di Piano telt ongeveer 2815 huishoudens. Het aantal inwoners steeg in de periode 1991-2001 met 18,0% volgens cijfers uit de tienjaarlijkse volkstellingen van ISTAT.
| Jaar | Inwoneraantal |
| ---- | ------------- |
| 1991 | 5305          |
| 2001 | 6260          |

## Geografie
De gemeente ligt op ongeveer 21 meter boven zeeniveau.
San Giorgio di Piano grenst aan de volgende gemeenten: Argelato, Bentivoglio, Castello d'Argile, San Pietro in Casale.

## Geboren in San Giorgio di Piano
- Giulietta Masina (1921-1994), Italiaans actrice, vrouw van filmregisseur Federico Fellini

Alto Reno Terme · Anzola dell'Emilia · Argelato · Baricella · Bentivoglio · Bologna · Borgo Tossignano · Budrio · Calderara di Reno · Camugnano · Casalecchio di Reno · Casalfiumanese · Castel Guelfo di Bologna · Castel Maggiore · Castel San Pietro Terme · Castel d'Aiano · Castel del Rio · Castel di Casio · Castello d'Argile · Castenaso · Castiglione dei Pepoli · Crevalcore · Dozza · Fontanelice · Gaggio Montano · Galliera · Granarolo dell'Emilia · Grizzana Morandi · Imola · Lizzano in Belvedere · Loiano · Malalbergo · Marzabotto · Medicina · Minerbio · Molinella · Monghidoro · Monte San Pietro · Monterenzio · Monzuno · Mordano · Ozzano dell'Emilia · Pianoro · Pieve di Cento · Sala Bolognese · San Benedetto Val di Sambro · San Giorgio di Piano · San Giovanni in Persiceto · San Lazzaro di Savena · San Pietro in Casale · Sant'Agata Bolognese · Sasso Marconi · Valsamoggia · Vergato · Zola Predosa
- Library of Congress Control Number: n88175052
- Nationale Bibliotheek van Israël: 987007565083305171
- Virtual International Authority File: 144356978

1. ↑  https://demo.istat.it/?l=it.